# Wilhelmine Henneberg
Wilhelmine Henriette Louise Auguste Henneberg, genannt Minna (* 3. April 1824 in Braunschweig; † 8. Mai 1886 ebenda), war eine deutsche Wohltäterin. Sie stiftete 1884 das Waisenhaus Rudolfstift in Braunschweig, das seit 1954 als Altenheim genutzt wird.

## Leben und Werk
Die Tochter des Staatsrates Karl G. W. Henneberg und dessen Ehefrau Julie, geb. Wilmerding  († 1828) gelangte nach dem frühen Tod der Mutter unter den Einfluss ihrer Tante Amalie Löbbecke. Diese weckte ihr Bewusstsein für soziale Nöte. Minna Henneberg war ihrem jüngeren Bruder, dem Maler Rudolf Henneberg (1826–1876), eng verbunden. Sie begleitete ihn auf seinen Italienreisen in den Jahren 1861 und vom Herbst 1873 bis zum Mai 1875. Nachdem dieser in Italien schwer erkrankt war, pflegte sie ihn bis zu seinem Tod. Minnas Plan, ein Heim für unbemittelte verwaiste Mädchen zu stiften, hatte ihr Bruder noch zu Lebzeiten befürwortet. Sie setzte 1884 testamentarisch die Stadt Braunschweig als Erbin ihres Vermögens sowie eines Grundstücks an der Wolfenbütteler Straße ein. Die einzurichtende Stiftung sollte zum Gedenken an ihren Bruder dessen Namen tragen. Der Zweck der Stiftung war es, unbemittelten Kindern evangelischen Bekenntnisses und weiblichen Geschlechts im christlichen Geiste unentgeltlich Unterhalt, Erziehung und Ausbildung zu gewähren. Nach dem Tod Minna Hennebergs im Jahre 1886 wurde am 7. März 1887 das Rudolfstift durch eine Verfügung des Braunschweigischen Staatsministeriums genehmigt.
Die Geschwister Henneberg wurden in der Nähe des Rudolfstifts auf dem St. Martini-Friedhof bestattet.

## Nachleben
Die Hennebergstraße in Braunschweig wurde nach ihr benannt. Am 1. November 1954 wurde das wiederhergestellte Rudolfstift als Altenheim eingeweiht. Im Jahre 1957 folgte die Erweiterung durch einen zweiten Bauabschnitt. Eine Modernisierung wurde 1982–1983 durchgeführt.